# Line Kjærsfeldt

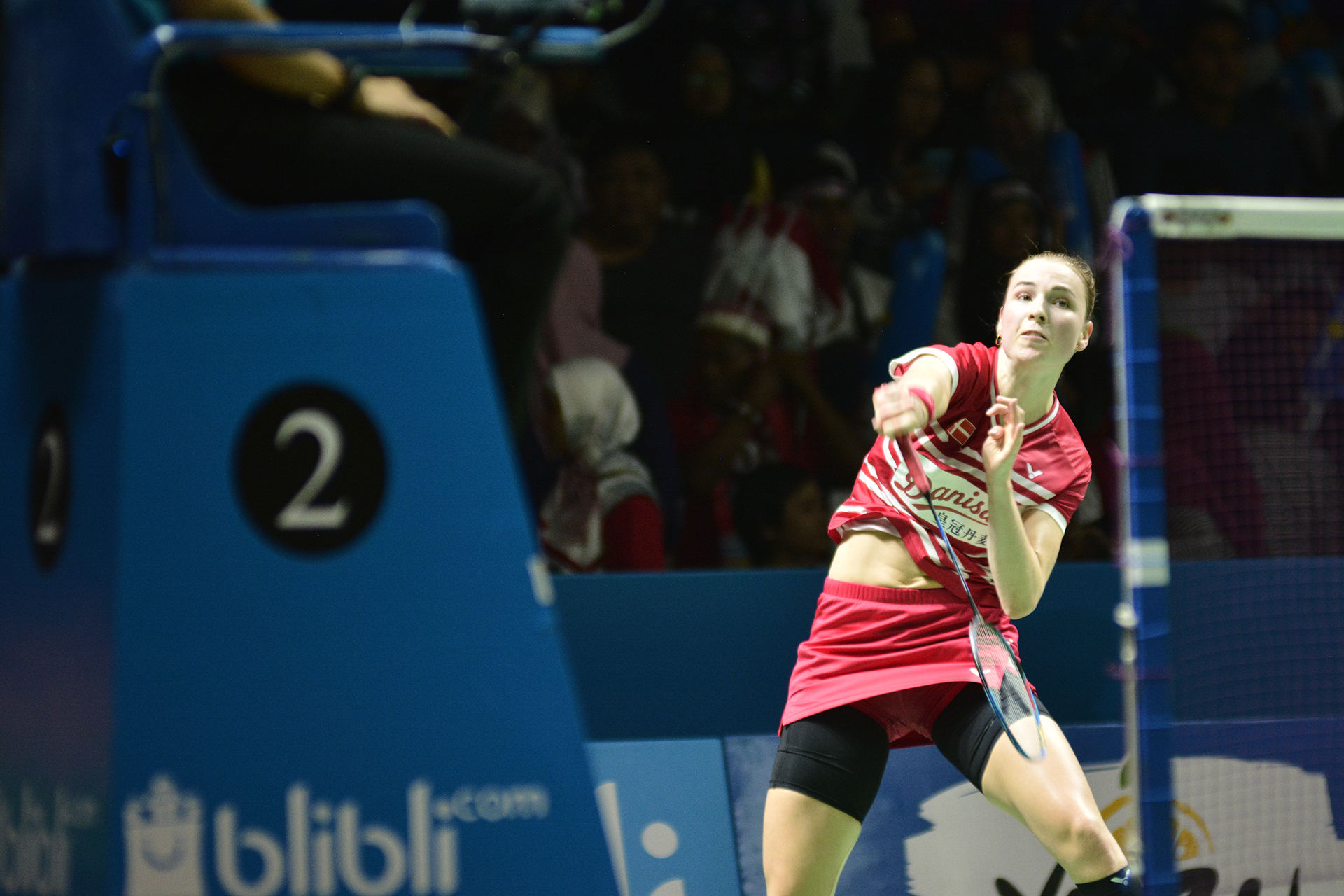
Line Kjærsfeldt 2018

Line Højmark Kjærsfeldt (* 20. April 1994) ist eine dänische Badmintonspielerin.

## Karriere
Line Kjærsfeldt wurde bei der Badminton-Juniorenweltmeisterschaft 2010 Dritte im Damendoppel mit Sandra-Maria Jensen, bei der Junioreneuropameisterschaft des Folgejahres Erste im Mixed und Dritte im Doppel. Gewinnen konnte sie 2011 auch die Croatian International und die Scottish Open. Bei den Europameisterschaften 2012 unterlag sie in der zweiten Runde gegen die spätere Vizeeuropameisterin Juliane Schenk. 2014 gewann sie die Finnish Open. 2015 gewann sie die Goldmedaille im Dameneinzel bei den Europaspielen.